# سیارک ۱۱۰۱۶
سیارک ۱۱۰۱۶ (به انگلیسی: 11016 Borisov، نامگذاری:1982SG12) یازده هزار و شانزدهمین سیارک کشف شده‌است که در ۱۶ سپتامبر ۱۹۸۲ کشف شد.
قدر مطلق سیارک برابر ۱۹.۵ است.